# Emoticon

Un'emoticon

Le emoticon, dette anche faccine o smiley, sono riproduzioni stilizzate di quelle principali espressioni facciali umane che esprimono un'emozione.
Vengono utilizzate prevalentemente su Internet e nella messaggistica istantanea come componenti extra-verbali alla comunicazione scritta. Quando un'emoticon è costituita da segni primitivi o stilizzati, come nel caso della combinazione di caratteri testuali, si può affermare che essa sfrutti il fenomeno della pareidolia. 
La grande diffusione delle emoticon negli SMS, nella posta elettronica, nei forum di Internet ecc. ha portato nel tempo all'assegnazione di codici Unicode a molte di esse e successivamente ha indotto gli sviluppatori di software a creare pittogrammi (in alcuni casi anche gif animate) sotto forma di elementi immediatamente disponibili nell'interfaccia grafica delle applicazioni o del sistema operativo stesso, proprio allo scopo di risparmiare all'utente non esperto il ricorso alla combinazione di caratteri testuali o alla digitazione manuale di codici Unicode. 
Il termine inglese emoticon è un'aplologia tra i lemmi emotion e icon («emozione» e «icona») e indica appunto una piccola immagine che esprime un'emozione.

## Elenco
| Combinazioni di caratteri | Combinazioni di caratteri | Combinazioni di caratteri | Combinazioni di caratteri | Combinazioni di caratteri | Combinazioni di caratteri | Combinazioni di caratteri | Combinazioni di caratteri | Combinazioni di caratteri | Combinazioni di caratteri | Combinazioni di caratteri | Emoji            | Significato                                                       |
| ------------------------- | ------------------------- | ------------------------- | ------------------------- | ------------------------- | ------------------------- | ------------------------- | ------------------------- | ------------------------- | ------------------------- | ------------------------- | ---------------- | ----------------------------------------------------------------- |
| :‑) :)                    | :-] :]                    | :-3 :3                    | :-> :>                    | 8-) 8)                    | :-} :}                    | :o)                       | :c)                       | :^)                       | =]                        | =)                        | 💩👽☠️👿👾       | Sorriso o faccia felice.                                          |
| :‑D :D                    | 8‑D 8D                    | x‑D xD                    | X‑D XD                    | =D                        | =3                        | B^D                       |                           |                           |                           |                           | 😃😄😆😍         | Risata, o ampio sorriso                                           |
| :-)) :))                  | :-)) :))                  | :-)) :))                  | :-)) :))                  | :-)) :))                  | :-)) :))                  | :-)) :))                  | :-)) :))                  | :-)) :))                  | :-)) :))                  | :-)) :))                  | 😃               | Volto molto felice                                                |
| :‑( :(                    | :‑c :c                    | :‑< :<                    | :‑[ :[                    | :-\|\|                    | >:[                       | :{                        | :@                        | >:(                       |                           |                           | ☹️🙁😠😡😞😟😣😖 | Espressione accigliata triste, arrabbiata, imbronciata            |
| :'‑( :'(                  | :'‑( :'(                  | :'‑( :'(                  | :'‑( :'(                  | :'‑( :'(                  | :'‑( :'(                  | :'‑( :'(                  | :'‑( :'(                  | :'‑( :'(                  | :'‑( :'(                  | :'‑( :'(                  | 😢😭             | Pianto                                                            |
| :'‑) :')                  | :'‑) :')                  | :'‑) :')                  | :'‑) :')                  | :'‑) :')                  | :'‑) :')                  | :'‑) :')                  | :'‑) :')                  | :'‑) :')                  | :'‑) :')                  | :'‑) :')                  | 🥲😂             | Lacrime di gioia o ridere fino alle lacrime                       |
| D‑':                      | D:<                       | D:                        | D8                        | D;                        | D=                        | DX                        |                           |                           |                           |                           | 😨😧😦😱😫😩     | Orrore, disgusto, tristezza, grande sconcerto                     |
| :‑O :O                    | :‑o :o                    | :-0                       | 8‑0                       | >:O                       |                           |                           |                           |                           |                           |                           | 😮😯😲           | Sorpresa, shock, sbadiglio                                        |
| :-* :*                    | :×                        |                           |                           |                           |                           |                           |                           |                           |                           |                           | 😗😙😚😘😍       | Bacio                                                             |
| ;‑) ;)                    | *-) *)                    | ;‑] ;]                    | ;^)                       | :‑,                       | ;D                        |                           |                           |                           |                           |                           | 😉😜😘           | Occhiolino, sorrisetto                                            |
| :‑P :P                    | X‑P XP                    | x‑p xp                    | :‑p :p                    | :‑Þ :Þ                    | :‑þ :þ                    | :‑b :b                    | d:                        | =p                        | >:P                       |                           | 😛😝😜🤑         | Linguaccia in maniera giocosa/impertinente, pernacchia            |
| :‑/ :/                    | :‑.                       | >:\                       | >:/                       | :\                        | =/                        | =\                        | :L                        | =L                        | :S                        |                           | 🤔😕😟           | Atteggiamento scettico, infastidito, indeciso, inquieto, esitante |
| :‑\| :\|                  |                           |                           |                           |                           |                           |                           |                           |                           |                           |                           | 😐😑             | Atteggiamento impassibile o indeciso, assenza di espressioni      |
| :$                        |                           |                           |                           |                           |                           |                           |                           |                           |                           |                           | 😳😞😖           | Imbarazzo                                                         |
| :‑X :X                    | :‑# :#                    | :‑& :&                    |                           |                           |                           |                           |                           |                           |                           |                           | 🤐😶             | Labbra sigillate                                                  |
| O:‑) O:)                  | 0:‑3 0:3                  | 0:‑) 0:)                  | 0;^)                      |                           |                           |                           |                           |                           |                           |                           | 😇👼             | Angelo, santo, innocente                                          |
| >:‑) >:)                  | }:‑) }:)                  | 3:‑) 3:)                  | >;)                       |                           |                           |                           |                           |                           |                           |                           | 😈               | Malvagio, diabolico                                               |
| \|;‑)                     | \|‑O                      | B-)                       |                           |                           |                           |                           |                           |                           |                           |                           | 😎😪             | Figo, annoiato/sbadiglio                                          |
| :‑J                       | :‑J                       | :‑J                       | :‑J                       | :‑J                       | :‑J                       | :‑J                       | :‑J                       | :‑J                       | :‑J                       | :‑J                       | 😏😒             | Tongue-in-cheek                                                   |
| #‑)                       | #‑)                       | #‑)                       | #‑)                       | #‑)                       | #‑)                       | #‑)                       | #‑)                       | #‑)                       | #‑)                       | #‑)                       | —                | Ho festeggiato tutta la notte                                     |
| %‑) %)                    | %‑) %)                    | %‑) %)                    | %‑) %)                    | %‑) %)                    | %‑) %)                    | %‑) %)                    | %‑) %)                    | %‑) %)                    | %‑) %)                    | %‑) %)                    | 😵😕🤕           | Ubriaco, confuso                                                  |
| :‑###.. :###..            | :‑###.. :###..            | :‑###.. :###..            | :‑###.. :###..            | :‑###.. :###..            | :‑###.. :###..            | :‑###.. :###..            | :‑###.. :###..            | :‑###.. :###..            | :‑###.. :###..            | :‑###.. :###..            | 🤒😷🤢           | Ammalato                                                          |
| <:‑\|                     | <:‑\|                     | <:‑\|                     | <:‑\|                     | <:‑\|                     | <:‑\|                     | <:‑\|                     | <:‑\|                     | <:‑\|                     | <:‑\|                     | <:‑\|                     | 🤪               | Stupido                                                           |

## Precursori

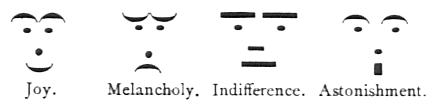
Delle emoticon ante litteram stampate nel 1881 dalla rivista americana Puck

Nel 1912 il giornalista americano Ambrose Bierce usò il simbolo \_/ per esprimere il proprio sorriso. Anche Luigi Pirandello
ha utilizzato un simbolo grafico per rappresentare un'espressione del volto. Nel suo romanzo "Uno, nessuno e centomila" (iniziato nel 1909, ma pubblicato solo nel 1925) usò due accenti circonflessi ^^ per descrivere le sopracciglia arcuate di un personaggio.

## Storia
La nascita delle prime emoticon è molto controversa. La prima in assoluto pare essere stata usata il 12 aprile 1979 da un certo Kevin MacKenzie in un'e-mail inviata agli iscritti a MsgGroup (una delle prime BBS) in cui suggeriva di introdurre qualche sentimento nei freddi testi dei messaggi; per esempio consigliava di utilizzare un trattino preceduto da una parentesi chiusa, cioè )- per indicare una linguaccia ma la proposta fu criticata dai più.
Secondo una ricerca di Mike Jones pubblicata nel febbraio 2002, invece, la paternità delle emoticon è da ricondurre all'informatico statunitense Scott Fahlman. Fu proprio Fahlman, infatti, a usare le emoticon :-) e :-(, in rappresentanza rispettivamente di un'espressione di sorriso e di tristezza, in un documento pubblicato il 19 settembre 1982 su un BBS dell'università Carnegie Mellon, presso la quale prestava servizio come insegnante. Riportiamo di seguito il documento, ritenuto perso per venti anni ma poi rinvenuto il 10 settembre 2002 da Jeff Baird in dati d'archivio:
```
19-Sep-82 11:44    Scott E  Fahlman             :-)
From: Scott E  Fahlman <Fahlman at Cmu-20c>

I propose that the following character sequence for joke markers:

:-)

Read it sideways.  Actually, it is probably more economical to mark
things that are NOT jokes, given current trends.  For this, use

:-(

```

## Stile

### Stile occidentale
La maggior parte delle emoticon essenziali seguono sostanzialmente schemi ricorrenti, ma ciascuna di esse può essere trasformata mediante rotazione (con la conseguente creazione di ambigrammi) oppure con l'aggiunta o rimozione di un trattino, in rappresentanza del naso.
Le emoticon si possono caricare di ulteriori nuovi significati attraverso l'aggiunta di piccole variazioni, quali il cambiamento di un carattere, così da esprimere un nuovo stato d'animo. Per esempio, :( significa «triste» e :(( significa «molto triste». Per dare al mittente l'idea del pianto si può scrivere :'(, mentre per indicare arrossimento è possibile utilizzare :">. Le emoticon abbracciano anche l'occhiolino ;), un grande sorriso :D, una faccia inorgoglita :->, e una faccia con la lingua di fuori :P per indicare disgusto o anche una pernacchia. Una combinazione di caratteri molto popolare è anche <3 per un cuore, convertibile in </3 per un cuore spezzato. :o è impiegato spesso per indicare uno stato di shock.
Un sorriso a trentadue denti, nel mondo delle emoticon, spesso presenta gli occhi spiegazzati per enfatizzare l'intensità del divertimento che si intende indicare; in questo modo si ottiene XD, emoticon alla quale si possono aggiungere ulteriori «D» per suggerire una sensazione di divertimento estremo, per esempio XDDDD. Vi sono molteplici variazioni in tal senso, fra le quali >:( per la rabbia, o >:D per una risata malvagia, che può a sua volta essere ruotata per indicare una faccia arrabbiata e infelice, espressa con D:<.

### Stile giapponese
Gli internauti giapponesi sono stati gli artefici di uno stile di emoticon, detto kaomoji (顔文字), che può essere interpretato senza inclinare la testa a sinistra. Queste emoticon in genere seguono una struttura simile a (*_*), dove gli asterischi indicano gli occhi; il carattere centrale, generalmente un underscore, la bocca; le parentesi, infine, delineano i contorni del volto.
Emozioni di diverso tipo, come ad esempio (")(-_-)("), possono essere espresse infatti cambiando il carattere a indicazione degli occhi; ad esempio, la lettera «T» (T_T) può essere usata per indicare un volto che piange, o rapito in un sentimento triste. Una faccina stressata assume le sembianze di (x_x) mentre (-_-;) indica uno stato d'animo nervoso, con il punto e virgola che simbolizza il sudore e, pertanto, l'ansia. Ripetendo il segno /// si può alludere invece a una sensazione di imbarazzo. Analogamente, caratteri come i trattini o i punti fermi possono benissimo sostituire il trattino basso; il punto fermo, in particolare, è spesso utilizzato per alludere a una bocca più piccola e «carina», come nel caso di (^.^). In alternativa, la faccina può essere digitata senza né naso né bocca, come in (^^).
Le parentesi possono essere perfino rimosse completamente, come nelle emoticon ^^, >.<, o.O, O_O, e.e, e e_e. Le virgolette ", l'apostrofo ', o il punto e virgola ; possono essere invece aggiunti per suggerire uno stato d'animo teso, preoccupato o imbarazzato, nello stesso modo in cui agisce una goccia di sudore nei cartoni animati asiatici.

### Stile coreano
- In Corea, emoticon che indicano felicità sono ^^, >0<, ^.^, ^0^.
- Emoticon che indicano tristezza sono ㅜㅜ, ㅠㅠ,ㅜㅇㅜ, ㅠ.ㅠ.
- Emoticon che indicano paura sono "-", *×*, OxO.

## Unicode
| Emoticon Tabella ufficiale dei caratteri Unicode (PDF) |    |    |    |    |    |    |    |    |    |    |    |    |    |    |    |    |
|                                                        | 0  | 1  | 2  | 3  | 4  | 5  | 6  | 7  | 8  | 9  | A  | B  | C  | D  | E  | F  |
| U+1F60x                                                | 😀 | 😁 | 😂 | 😃 | 😄 | 😅 | 😆 | 😇 | 😈 | 😉 | 😊 | 😋 | 😌 | 😍 | 😎 | 😏 |
| U+1F61x                                                | 😐 | 😑 | 😒 | 😓 | 😔 | 😕 | 😖 | 😗 | 😘 | 😙 | 😚 | 😛 | 😜 | 😝 | 😞 | 😟 |
| U+1F62x                                                | 😠 | 😡 | 😢 | 😣 | 😤 | 😥 | 😦 | 😧 | 😨 | 😩 | 😪 | 😫 | 😬 | 😭 | 😮 | 😯 |
| U+1F63x                                                | 😰 | 😱 | 😲 | 😳 | 😴 | 😵 | 😶 | 😷 | 😸 | 😹 | 😺 | 😻 | 😼 | 😽 | 😾 | 😿 |
| U+1F64x                                                | 🙀 | 🙁 | 🙂 | 🙃 | 🙄 | 🙅 | 🙆 | 🙇 | 🙈 | 🙉 | 🙊 | 🙋 | 🙌 | 🙍 | 🙎 | 🙏 |
| Note 1.                                                |    |    |    |    |    |    |    |    |    |    |    |    |    |    |    |    |

Con il riempimento di questo blocco, Unicode 8.0 (2015) e 9.0 (2016) hanno introdotto diverse nuove emoticon, comprese nella gamma tra U+1F910 e U+1F93F.
| Simboli e pittogrammi supplementari Tabella ufficiale dei caratteri Unicode (PDF) |    |    |    |    |    |    |    |    |    |    |    |    |    |    |    |    |
|                                                                                   | 0  | 1  | 2  | 3  | 4  | 5  | 6  | 7  | 8  | 9  | A  | B  | C  | D  | E  | F  |
| U+1F90x                                                                           |    |    |    |    |    |    |    |    |    |    |    |    |    |    |    |    |
| U+1F91x                                                                           | 🤐 | 🤑 | 🤒 | 🤓 | 🤔 | 🤕 | 🤖 | 🤗 | 🤘 | 🤙 | 🤚 | 🤛 | 🤜 | 🤝 | 🤞 |    |
| U+1F92x                                                                           | 🤠 | 🤡 | 🤢 | 🤣 | 🤤 | 🤥 | 🤦 | 🤧 |    |    |    |    |    |    |    |    |
| U+1F93x                                                                           | 🤰 |    |    | 🤳 | 🤴 | 🤵 | 🤶 | 🤷 | 🤸 | 🤹 | 🤺 | 🤻  | 🤼 | 🤽 | 🤾 |    |
| U+1F94x                                                                           | 🥀 | 🥁 | 🥂 | 🥃 | 🥄 | 🥅 | 🥆  | 🥇 | 🥈 | 🥉 | 🥊 | 🥋 |    |    |    |    |
| U+1F95x                                                                           | 🥐 | 🥑 | 🥒 | 🥓 | 🥔 | 🥕 | 🥖 | 🥗 | 🥘 | 🥙 | 🥚 | 🥛 | 🥜 | 🥝 | 🥞 |    |
| U+1F96x                                                                           |    |    |    |    |    |    |    |    |    |    |    |    |    |    |    |    |
| U+1F97x                                                                           |    |    |    |    |    |    |    |    |    |    |    |    |    |    |    |    |
| U+1F98x                                                                           | 🦀 | 🦁 | 🦂 | 🦃 | 🦄 | 🦅 | 🦆 | 🦇 | 🦈 | 🦉 | 🦊 | 🦋 | 🦌 | 🦍 | 🦎 | 🦏 |
| U+1F99x                                                                           | 🦐 | 🦑 |    |    |    |    |    |    |    |    |    |    |    |    |    |    |
| U+1F9Ax                                                                           |    |    |    |    |    |    |    |    |    |    |    |    |    |    |    |    |
| U+1F9Bx                                                                           |    |    |    |    |    |    |    |    |    |    |    |    |    |    |    |    |
| U+1F9Cx                                                                           | 🧀 |    |    |    |    |    |    |    |    |    |    |    |    |    |    |    |
| U+1F9Dx                                                                           |    |    |    |    |    |    |    |    |    |    |    |    |    |    |    |    |
| U+1F9Ex                                                                           |    |    |    |    |    |    |    |    |    |    |    |    |    |    |    |    |
| U+1F9Fx                                                                           |    |    |    |    |    |    |    |    |    |    |    |    |    |    |    |    |
| Note 1. 2.                                                                        |    |    |    |    |    |    |    |    |    |    |    |    |    |    |    |    |

Queste tre emoticon, invece, sono presenti già nelle prime versioni di Unicode:
| ☹️     | ☺️     | ☻      |
| U+2639 | U+263A | U+263B |